# Alfredectes semiaeneus
Alfredectes semiaeneus är en insektsart som först beskrevs av Jean Guillaume Audinet Serville 1838.  Alfredectes semiaeneus ingår i släktet Alfredectes och familjen vårtbitare. Inga underarter finns listade i Catalogue of Life.